# 1853
1853 (MDCCCLIII) je bilo navadno leto, ki se je po gregorijanskem koledarju začelo na soboto, po 12 dni počasnejšem julijanskem koledarju pa na četrtek.

## Dogodki
- 19. januar – krstna uprizoritev Verdijeve opere Trubadur (Il trovatore).
- marec – v San Franciscu je bilo ustanovljeno tekstilno podjetje Levi Strauss & Co.
- 12. maj–31. oktober – v Dublinu je potekala Velika industrijska razstava.
- 23. avgust – v Bruslju je bila ustanovljena Mednarodna meteorološka organizacija, predhodnica današnje Svetovne meteorološke organizacije.
- 16. oktober – krimska vojna: več mesecev po začetku konflikta je Osmansko cesarstvo napovedalo vojno Rusiji.

## Rojstva
- 28. januar - Vladimir Sergejevič Solovjov, ruski filozof in pesnik († 1900)
- 17. julij - Alexius Meinong, avstrijski filozof († 1920)
- 18. julij - Hendrik Antoon Lorentz, nizozemski fizik, nobelovec 1902 († 1928)
- 2. september - Wilhelm Ostwald, nemški kemik, nobelovec 1909 († 1932)

## Smrti
- 8. januar - Mihael Bertalanitš, slovenski pesnik in učitelj na Madžarskem (* 1788)
- 17. marec - Christian Andreas Doppler, avstrijski matematik, fizik (* 1803)
- 15. april - Auguste Laurent, francoski kemik (* 1807)
- 2. oktober - François Jean Dominique Arago, katalonsko-francoski fizik, astronom, politik (* 1786)